# Zelenga
Zelenga (en rus: Зеленга) és un poble de l'óblast d'Astracan, a Rússia, segons el cens del 2010 tenia 2.834 habitants.